# Європейська класифікація легкових автомобілів
За винятком загальноєвропейської програми оцінки безпеки Euro NCAP, у Європі немає офіційної класифікації транспортних засобів з чітко визначеними критеріями . Хоча визначення нечітке, існує незначне перекриття між класами A-F (класи заходять один за одний) на основі параметрів ваги та розміру .
Аналітичні агенції на європейському автомобільному ринку часто працюють з офіційною класифікацією, яка в основному групує автомобілі за типом або розміром кузова. Однак існує офіційна класифікація, яку використовують як автомобільна промисловість, так і аналітичні органи, а Європейська комісія також вживає офіційну класифікацію за літерами.
Класи моделей засновані на порівнянні з відомими моделями брендів. Наприклад, такий автомобіль, як Volkswagen Golf, може бути описаний як автомобіль класу Ford Focus, або навпаки. Volkswagen Polo є меншим, тож він стоїть на один клас нижче ніж Volkswagen Golf, в той час, як більший Volkswagen Passat стоїть на один клас вище.
Назви класів згадувалися, але не були визначені, у 1999 році у документі ЄС під назвою Case No COMP/M.1406 HYUNDAI / KIA REGULATION (EEC) No 4064/89 MERGER PROCEDURE.

## Класи
Визначені класи:
- A: Міні автомобілі
- B: Малі автомобілі
- C: Середні автомобілі
- D: Великі автомобілі
- E: Ділові автомобілі
- F: Люкс-автомобілі

До цієї класифікації додано й інші класи:
- J: Позашляховики (включаючи кросовери, SUV)
- М: Багатоцільові автомобілі (включаючи фургони, мінівени, мікроавтбуси, MPV)
- S: Спортивні автомобілі всіх типів (включаючи суперкари)

## Див. Також
- Класифікація автомобільного транспорту
- Класифікація легкових автомобілів